# Cornelia Kempers
Cornelia Kempers (* 30. September 1954 in Eschwege, Hessen) ist eine deutsche Schauspielerin.

## Leben
Kempers studierte 1974 bis 1976 Theaterwissenschaften in Berlin und erhielt von 1976 bis 1979 ihre künstlerische Ausbildung an der dortigen Hochschule der Künste. Ab 1980 spielte sie am Düsseldorfer Schauspielhaus, 1983 wechselte sie an das Staatstheater Stuttgart.
Hier spielte sie unter anderem 1983 die Titelrolle in Emilia Galotti und arbeitete mit den Regisseuren Hansgünter Heyme, Günter Krämer und Jossi Wieler zusammen. Sie war Mitglied des Ensembles von Achim Freyer und spielte u. a. in der Phil-Glass-Trilogie mit. Sie spielte u. a. am Burgtheater in Wien, am Bremer Theater, am Schauspielhaus Zürich. Zu ihren bevorzugten Regisseuren gehörten Hans Kresnik und Barbara Bilabel. Von 2000 bis 2005 gehörte sie zum Ensemble des Niedersächsischen Staatstheaters, seither ist sie wieder freischaffend.
Ihre erste große Filmrolle war die Titelrolle in dem Spielfilm Anna Göldin – Letzte Hexe, den Gertrud Pinkus 1991 drehte. Cornelia Kempers stellte die Anna Göldin als selbstbewusste Frau dar, die das Opfer eines abgekarteten Justizmordes wird. Danach spielte sie u. a. in Achim Freyers Experimentalfilm Metamorphosen (1994). Zuletzt war sie als Vera Eichmann in Eichmanns Ende – Liebe, Verrat, Tod (2010) zu sehen.

## Filmografie (Auswahl)
- 1991: Anna Göldin – Letzte Hexe
- 1992: Metamorphosen
- 2010: Eichmanns Ende – Liebe, Verrat, Tod (TV-Dokudrama)
- 2014: Die Frauen der Wikinger – Odins Töchter (TV-Film)
- 2015: Meine Tochter Anne Frank (TV-Dokudrama)